# گراتسیان بوتف
گراتسیان بوتف (انگلیسی: Gratsian Botev; ۱۲ دسامبر ۱۹۲۸ – ۱۶ اوت ۱۹۸۱) قایقران کانو اهل اتحاد جماهیر شوروی سوسیالیستی بود.